# SN 1982E
SN 1982E – supernowa odkryta 29 marca 1982 roku w galaktyce NGC 1332. W momencie odkrycia miała maksymalną jasność 14,00m.